# Etiqueta y ritos
Etiqueta y ritos (en chino tradicional, 儀禮; en chino simplificado, 仪礼; pinyin, Yílǐ) es un texto clásico chino sobre el comportamiento social y los ritos ceremoniales durante la dinastía Zhou, tal como se practicaba y comprendía durante el período de primavera y otoño. Etiqueta y ritos, junto a  Ritos de Zhou y Libro de Ritos, forma los "Tres Ritos" que sirven de guía a la tradición confuciana sobre la propiedad y el comportamiento.

## Título
El título chino moderno que se le da a este texto clásico es Yili, un compuesto de dos palabras con varios significados, por lo que existen numerosas traducciones, incluyendo Libro de etiqueta y ceremonial, Etiqueta y ritos (Ulrich 2010), Ceremonias y ritos, Ceremonial y ritos, etc.
- Yi 儀 puede significar "correcto", "apropiado", "ceremonia" (Baxter & Sagart 2011: 80) "comportamiento", "apariencia", "etiqueta", "rito", "regalo", "don" o "equipo".[cita requerida]
- Li 禮, mientras tanto, puede significar "decoro", "ceremonia" (Baxter & Sagart 2011: 110) "rito", "ritual", "cortesía", "etiqueta", "modales" o "costumbres".[cita requerida]

El texto se llamó por primera vez Yili hacia el año 80 d. C. en el Lunheng. Antes de eso, se llamaba Ritos del Shi (del «oficial común», 士禮, Shili), Clásico de los Ritos (禮經, Lijing), Antiguo Clásico de Ritos (禮古經, Ligujing), o simplemente Ritos (禮, Li).

## Historia
La erudición tradicional china atribuía el texto (junto con Ritos de Zhou) al duque de Zhou (siglo XI a. C.). El sinólogo William Boltz (1993: 237) dice que esta tradición  "ahora se reconoce generalmente como indefendible", pero cree que el Yili existente es un remanente de "un corpus mayor de textos ceremoniales y rituales que datan de época pre-Han, quizá se remonten a la época de Confucio; mucho de los cuales estaban perdidos en la época Han", mientras que "algunos pueden haber llegado a ser preservados en el texto conocido hoy como [Liji]". Según Nylan (2001: 191) los múltiples estratos en el texto con ligeras diferencias gramáticas indican que el texto fue compilado durante un período extenso.
Muchos textos chinos se perdieron irremediablemente durante la infame "Quema de libros" de Qin Shihuang. El Libro de Etiqueta y Ritos sobrevivió en dos versiones: el "Texto Antiguo" (古文經; pinyin: Gǔwén Jīng) supuestamente descubierto en las paredes de la antigua residencia de Confucio, y el "Texto Nuevo". El erudito del siglo II, Zheng Xuan, compiló una edición de ambos textos y escribió el primer comentario. Wang Su  (siglo III) escribió dos comentarios y criticó a Zheng, pero la versión de Zheng se convirtió en la base para ediciones posteriores y estudios académicos (Boltz 1993: 240). Fue una de las obras talladas en los clásicos de piedra Kaicheng de 837 d. C. y se imprimió por primera vez a partir de bloques de madera entre 932 y 953 d. C. (Boltz 1993: 240). Tres manuscritos fragmentarios que cubren más de siete capítulos fueron descubiertos en las tumbas Han del siglo I en Wuwei (Gansu) en 1959.
Las primeras ediciones occidentales del Libro de etiqueta y ceremonial fueron traducciones al francés de Charles-Joseph de Harlez de Deulin en 1890 y Séraphin Couvreur en 1916. John Steele tradujo por primera vez el texto completo al inglés en 1917.

## Contenido
Ha sido descrito como "una imagen de la vida pública y privada, educación,  intereses familiares y religiosidad cotidiana de un hombre promedio de la China de hace 3.000 años" (Steele 1917: vii-viii). Contiene una de las primeras referencias a las Tres Obediencias y Cuatro Virtudes de las mujeres que formaron parte fundamental de la educación femenina durante el período Zhou.
El textus receptus (estándar) de Ceremonias y ritos contiene diecisiete capítulos (pian 篇).
| Número    | Chino          | Pinyin            | Traducción (Boltz 1993: 235-236)                           |
| 1         | 士 冠 禮       | Shiguan li        | Ritos culminantes para (el hijo de) un oficial común       |
| 2         | 士 昏 禮       | Shihun li         | Ritos nupciales para un oficial común                      |
| 3         | 士 相見 禮     | Shi xiangjian li  | Ritos para la reunión entre oficiales comunes              |
| 4         | 鄉 飲酒 禮     | Xiang yinjiu li   | Simposio de ritos del distrito                             |
| 5         | 鄉 射 禮       | Xiang ella li     | Ritos para el encuentro de arqueros del distrito           |
| 6         | 燕 禮          | Yan li            | Ritos de banquete (a nivel estatal, no imperial)           |
| 7         | 大 射          | Dashe             | Gran encuentro de arqueros (nivel estatal)                 |
| 8         | 聘禮           | Pin li            | Ritos de llamadas de cortesía (estado a estado)            |
| 9         | 公 食 大夫 禮  | Gongshi dafu li   | Ritos del gong festejando a un gran oficial                |
| 10        | 覲 禮          | Jin li            | Ritos de la audiencia (imperial)                           |
| 11        | 喪服           | Sang fu           | Atuendo de luto                                            |
| 12        | 士 喪禮        | Shi cantó li      | Ritos de duelo para el oficial común                       |
| 13        | 既 夕 禮       | Ji xi li          | (Procedimientos de duelo de) la noche anterior al entierro |
| 14        | 士 虞 禮       | Shi yu li         | Ritos post-entierro de un oficial común                    |
| 15        | 特 牲 饋 食 禮 | Tesheng kuishi li | Ritos de ofrenda de comida para una sola víctima           |
| dieciséis | 少牢 饋 食 禮  | Shaolao kuishi li | Ritos de la ofrenda de comida de la víctima secundaria     |
| 17        | 有司 徹        | Yousi che         | El sirviente despejando el camino                          |

Comparado con los otros textos rituales, Etiqueta y Ritos contiene algunas descripciones muy detalladas. Tomemos, por ejemplo, este pasaje sobre la ceremonia del personificador de los muertos :
Luego, el anfitrión desciende y lava una copa. El personificador y el ayudante descienden también, y el anfitrión, poniendo la copa en la canasta, declina el honor. A esto, el personificador da una respuesta adecuada. Cuando termina el lavado, se saludan y sube el personificador, pero no el ayudante. Luego, el anfitrión llena la copa y hace promesas al personificador. De pie, mirando al norte al este del pilar oriental, se sienta, depositando la copa, hace una reverencia, el personificador, al oeste del pilar occidental, mirando al norte, devuelve la reverencia. Luego, el anfitrión se sienta, ofrece vino y bebe. Cuando acaba la copa, hace una reverencia y el personificador la devuelve. Luego desciende y lava la copa, el personificador desciende y declina el honor. El anfitrión deposita la taza en la canasta, y dando una respuesta adecuada, termina el lavado y sube, subiendo también el personificador. Luego, el anfitrión llena la copa, el personificador hace una reverencia y la recibe. El anfitrión regresa a su lugar y la devuelve. Luego, el personificador mira hacia el norte, se sienta y coloca la copa a la izquierda de los deleites, el personificador, el ayudante y el anfitrión van todos a sus tapetes. (tr. Steele 1917 2: 195-6)